# Cleptodiscus reticulatus
Cleptodiscus reticulatus är en plattmaskart. Cleptodiscus reticulatus ingår i släktet Cleptodiscus och familjen Paramphistomatidae. Inga underarter finns listade i Catalogue of Life.